# Laski Małe (województwo kujawsko-pomorskie)
Laski Małe – wieś w Polsce położona w województwie kujawsko-pomorskim, w powiecie żnińskim, w gminie Gąsawa.
W latach 1975–1998 miejscowość administracyjnie należała do województwa bydgoskiego. Według Narodowego Spisu Powszechnego (III 2011 r.) liczyła 97 mieszkańców. Jest szesnastą co do wielkości miejscowością gminy Gąsawa.